# Matt Dillahunty

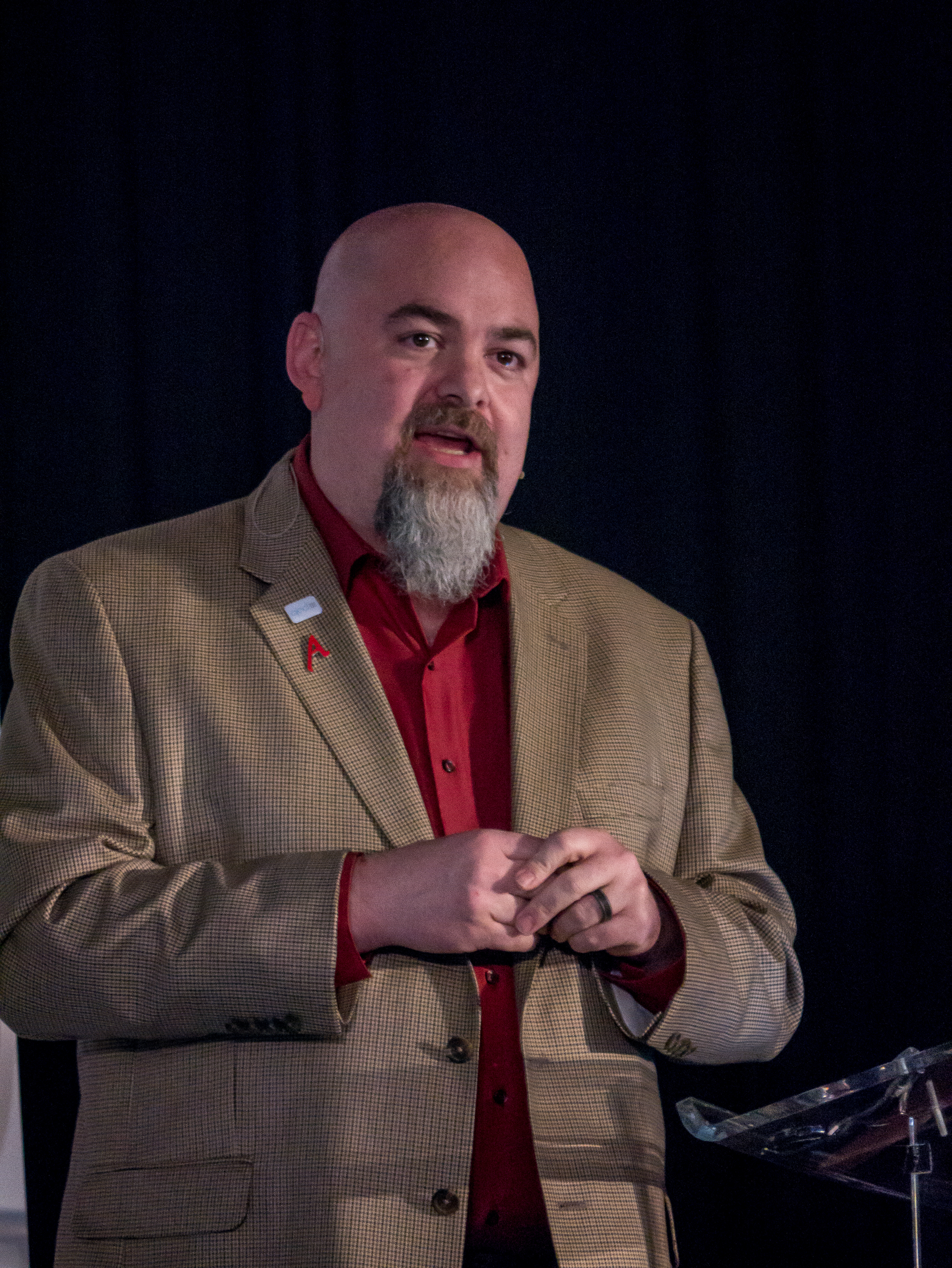
Matt Dillahunty hält einen Vortrag auf der QED 2015

Matthew Wade Dillahunty (* 31. März 1969 in Kansas City, Missouri) ist ein amerikanischer atheistischer Aktivist und ehemaliger Präsident der Atheist Community of Austin (ACA), eine Funktion, die er von 2006 bis 2013 innehatte. Von 2005 bis 2022 moderierte er die über Kabel-Fernsehen und als Webcast gesendete TV-Show The Atheist Experience in Austin. Außerdem war er Moderator des im Internet live übertragenen Radioprogramms Non-Prophets Radio.
Dillahunty reist im Rahmen der Secular Student Alliance regelmäßig durch die Vereinigten Staaten, um an Diskussionen teilzunehmen und zu lokalen säkularen Organisationen zu sprechen. Auch außerhalb der Vereinigten Staaten tritt er in Debatten und Diskussionen auf. Im Sommer 2017 ging Dillahunty auf eine von der Stiftung Pangburn Philosophy gesponserte Vortragsreise, auf der er auch mit Sam Harris, Richard Dawkins und Lawrence Krauss die Bühne teilte.

## Biographie
Dillahunty wuchs in einer baptistischen Gemeinde im Süden der USA auf und wollte ursprünglich Pfarrer werden. Einen höheren Bildungsabschluss verfolgte er nicht.
Das gründliche Studium der christlichen Glaubenslehre führte dazu, dass er sich nicht nur vom Christentum distanzierte, sondern letztlich von allen Religionen. Dillahunty diente acht Jahre in der U.S. Navy, bevor er eine Arbeit im Bereich Softwaredesign aufnahm. Im März 2005 moderierte er zum ersten Mal The Atheist Experience. Danach wurde er regelmäßiger Moderator des Programms. Im Oktober 2011 heiratete er seine Kollegin von The Atheist Experience Beth Presswood, die auch Co-Moderatorin des Podcasts Godless Bitches ist. Das Paar ließ sich 2018 scheiden.
Dillahunty bezeichnet sich selbst als Feminist. Er ist einer der Protagonisten des Dokumentarfilms My Week in Atheism (2014) von John Christy und des preisgekrönten deutschen Dokumentarfilms Mission Control Texas (2015) von Ralf Bücheler. Er tritt auch als Zauberer auf.

## Debatten und Diskussionen
Dillahunty hat für sich sowohl reglementierte Debatten, als auch offene Diskussionen als effektive Formate zur Wissensvermittlung entdeckt: „Ich bin absolut überzeugt von meiner Erfahrung und den Belegen, die ich über die Jahre sammeln konnte, dass sie unglaublich wertvoll sind.“ Er sprach auf atheistischen und Freidenker-Konferenzen und lieferte sich Streitgespräche mit zahlreichen christlichen Apologeten, wie Ray Comfort (in The Atheist Experience) oder David Robertson vom Programm Unbelievable des Premier Christian Radio. Auf dem Kongress der American Atheists 2014 in Salt Lake City gab er ein Seminar, in dem er Leitgedanken effektiven Debattierens vorstellte: „Nimm deinen Gegner ernst: ‚Das Publikum muss verstehen, dass ich seine Ansichten vollkommen nachvollziehen kann und sie zurückgewiesen habe.‘ Verwende Logik: ‚Ich sage ihnen, dass ich ein besseres Buch als die Bibel schreiben kann. Ganz einfach: Ich kopiere die Bibel Wort für Wort, außer die Stellen über Sklaverei.‘ Und vergesst die Emotionen nicht: ‚Das ist Theater. Das ist mein Vorteil mit einem baptistischen Hintergrund gegenüber jemandem wie Richard Dawkins, obwohl er mehr über Wissenschaft weiß.‘“ Er gab auch an, dass er bereit wäre „Ich weiß es nicht.“ in Debatten zu sagen. Ein „bedrohliches Konzept“ für einige seiner Zuhörer. Gemeinsam mit seinen Aktivisten-Kollegen Seth Andrews und Aron Ra reiste er als Teilnehmer der Unholy Trinity Tour im März 2015 nach Australien. Im April 2015 war er Gastredner der Merseyside Skeptics Society QEDCon Manchester, Vereinigtes Königreich. 2018 nahm Dillahunty mit einer Diskussion mit dem kanadischen Psychologen Jordan Peterson an einer Veranstaltung von Pangburn Philosophy teil, in welcher die beiden ihre unterschiedlichen Ansichten über Religion, speziell deren Beziehung zu Werten und Kultur diskutierten. Die Debatte wurde auf dem YouTube-Kanal von Pangburn Philosophy veröffentlicht.

## Moralische Ansichten
Eines von Dillahuntys wiederkehrenden Themen ist das der Überlegenheit säkularer Moral über religiöse Moral. Sein Hauptkritikpunkt ist, dass säkulare Moralsysteme inklusiv, dynamisch, Veränderung befürwortend sind und den Interessen aller Beteiligten dienen, während religiöse Moralsysteme nur den Interessen einer externen Autorität dienen. So sagte er auf dem Kongress der American Atheists 2013 in Austin: „Sie sagen, wir wären unmoralisch, obwohl wir die einzigen sind, die verstehen, dass Moral von Empathie, Fairness und Kooperation herrührt und von den physischen Tatsachen zwischenmenschlicher Interaktion in diesem Universum. Sie haben ihre moralische Richtschnur zerrissen und ihre Menschlichkeit auf dem Altar der Religion geopfert. Sie sagen, wir wären verloren und kaputt und bedürftig nach Erlösung, obwohl wir diejenigen sind, die frei sind.“ Dillahunty ist der Meinung, es wäre „moralisch minderwertig“, für endlich währende Taten endlos währende Belohnungen oder Strafen zu fordern.

## Verteidigung von Reproduktionsrechten
Dillahunty engagiert sich für die Reproduktionsrechte. Nachdem er erfuhr, dass die Gruppe säkularer Abtreibungsgegner Secular Pro-Life einen runden Tisch auf dem Kongress der American Atheists 2012 organisierte, forderte er eine ihrer Vertreterinnen zu einer öffentlichen Debatte heraus. Die Debatte mit Kristine Kruszelnicki fand 2012 auf der Texas Freethought Convention statt. Dillahunty nutzte die körperliche Selbstbestimmung als Hauptargument gegen Abtreibungsverbote. Im März 2014 debattierte Dillahunty mit Clinton Wilcox, der kein Mitglied der Secular Pro-Life ist, obwohl die Debatte auf deren Blog beworben wurde. Im Anschluss daran kam es zu einem Zerwürfnis mit der Organisation und Dillahunty gab auf Facebook bekannt, dass er nicht mehr öffentlich mit ihnen debattieren würde. Er und Beth Presswood äußerten sich in Amanda Marcottes Podcast RH Reality Check zu den Ereignissen und sagten, dass „die Erscheinung eines Cis-Mannes ohne Gebärmutter“, der Frauenrechte vertritt, nicht das ist, wofür sie sich einsetzen wollten, und in Zukunft anderen die Bühne in der öffentlichen Auseinandersetzung mit dem Thema überlassen sollten.

## Skeptizismus

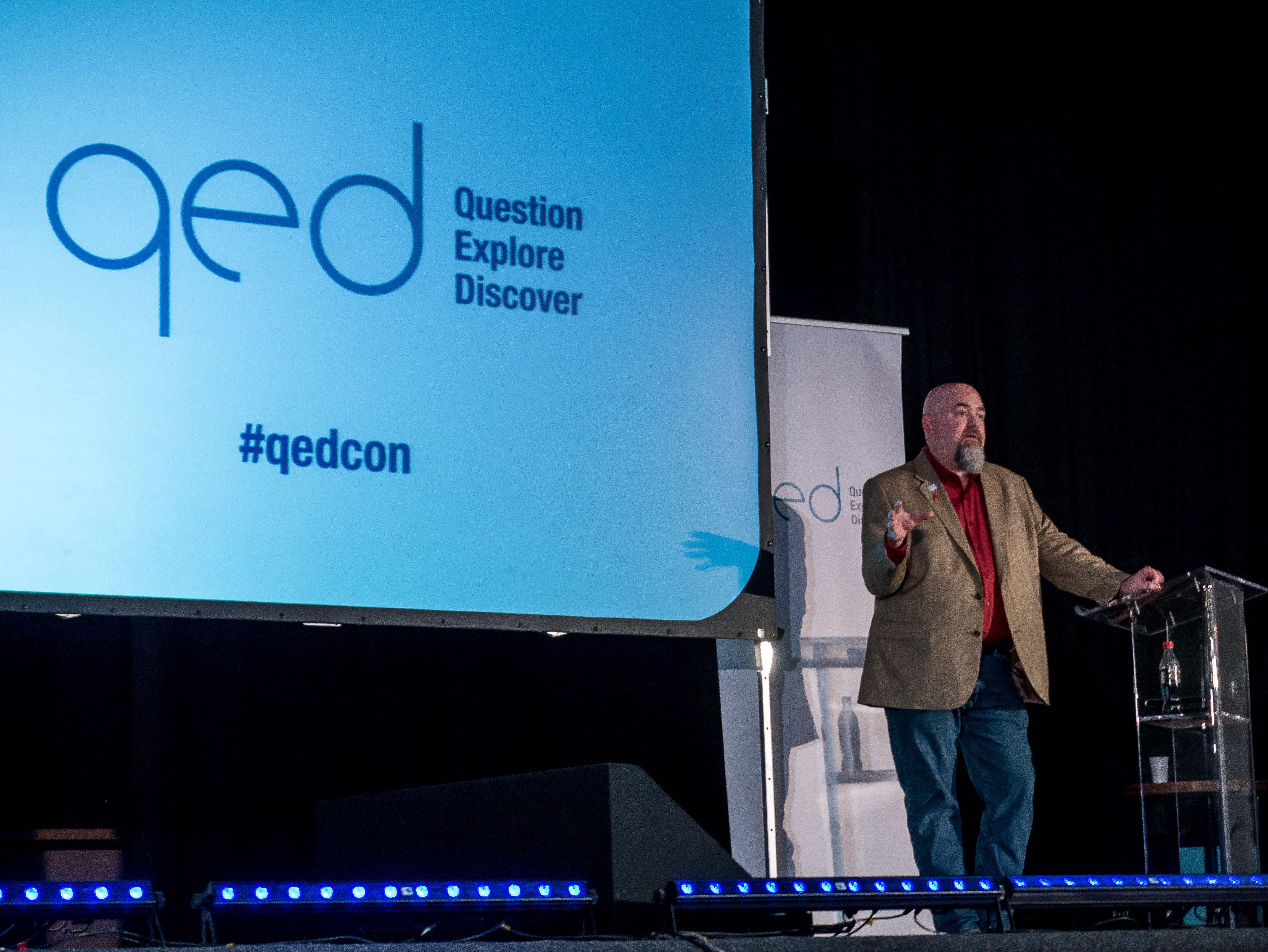
Dillahunty auf der QED 2015, einer Skeptiker-Konferenz in Manchester

Dillahunty wirbt für eine skeptische Grundhaltung. Auf dem Kongress der American Atheists in Austin 2013 sagte er, was einem Lebensmotto am nächsten komme, wäre für ihn „möglichst viele wahre Sachen zu glauben und so wenig falsche wie möglich“. Inspirieren ließe er sich dabei von David Hume. Im selben Vortrag gestand er, sich am ehesten mit der Rolle eines Skeptikers identifizieren zu können. Skeptizismus hätte einiges zu ungeprüften religiösen Behauptungen zu sagen und philosophischer Skeptizismus würde zum Atheismus führen. Er sieht Atheismus als einen Teil von Skeptizismus und wüsste nicht, warum Skeptizismus nicht auch religiöse Behauptungen untersuchen sollte – was in der skeptischen Gemeinschaft kontrovers diskutiert würde. Dillahunty stellte die rhetorische Frage „Wie beliebt wären Hellseher oder Geister, wenn es nicht diese monumentale Idee bei 70–80% der Bevölkerung gebe, dass in jedem von uns eine unsterbliche Seele wohnt, die den Körper nach dem Tod verlässt und entweder in ein Jenseits eingeht oder weiter hier auf der Erde umherirrt? … Wenn man den Menschen erklärt, was höchstwahrscheinlich mit dem Tod passiert, werden sie sich anstrengen, schon zu Lebzeiten einander besser zu behandeln, und auch ihre Trauer nähme ab, weil sie die Realität besser verstünden.“ Er ermahnte „seien Sie nicht skeptisch mit dem Ziel, richtig zu liegen, sondern mit dem Ziel, nicht mehr falsch zu liegen.“ In einem Interview mit dem Human-ethischen Verband Norwegens (Human-Etisk Forbund, HEF) sagte er, dass er nicht sehen könne, warum religiöse Behauptungen über die Realität von Skeptikern anders als Verschwörungstheorien oder Behauptungen von Besuchen Außerirdischer behandelt werden sollten.

### Kaugummikugel-Analogie
Dillahunty erklärt die philosophische Beweislast anschaulich durch seine Kaugummikugel-Analogie: Wenn ein Glas mit einer unbekannten Menge von Kaugummikugeln gefüllt ist, muss jede Aussage darüber, ob deren Anzahl gerade oder ungerade ist, in Abwesenheit von Beweisen als suspekt betrachtet werden. Daraus folgt, dass man nicht automatisch glaubt, die Anzahl wäre ungerade, nur weil man eine unbegründete Behauptung, die Anzahl wäre gerade, nicht glaubt. Ähnlich bedeutet der Zweifel an der Aussage „Es gibt einen Gott.“ nicht automatisch, dass man glauben müsse, es gebe keinen Gott. Diese Denkmethode dient dazu, die übliche Erwiderung „Was ist dein Beweis, dass es keinen Gott gibt?“ als unzulässige Beweislastumkehr zu enttarnen.

## Auszeichnungen
2011 erhielt Dillahunty von Staks Rosch von Examiner.com die nach Christopher Hitchens als Hitchie benannte Auszeichnung für den Atheisten des Jahres. Die Auszeichnung wurde von Roschs Lesern für von ihm ausgewählte Nominierte für diese Kategorie verliehen.
2012 erhielt er den Catherine-Fahringer-Preis Freethinker of the Year von der Freethinkers Association von Zentral-Texas.